# Katastrofa lotu Avianca 52
Katastrofa lotu Avianca 52 – wypadek lotniczy, który wydarzył się 25 stycznia 1990 roku, kiedy to Boeing 707 należący do kolumbijskich linii lotniczych Avianca, lecący z Medellin do Nowego Jorku, rozbił się podczas podchodzenia do lądowania w wyniku braku paliwa. W rezultacie katastrofy śmierć poniosły 73 osoby, a 85 osób zostało rannych.

## Przebieg lotu
Boeing 707 (nr rej. HK-2016) odbywał lot na linii Bogota - Medellín - Nowy Jork. O godzinie 15:08 czasu lokalnego samolot wystartował ze 158 osobami na pokładzie z Medellin do Nowego Jorku. Po przybyciu w okolice portu docelowego, samolot musiał krążyć 3 razy w okolicach lotniska w Nowym Jorku przez ponad 77 minut (19 minut w okolicach Norfolk, 29 minut u wybrzeży New Jersey i kolejne 29 minut), ze względu na duży ruch w przestrzeni powietrznej i niekorzystne warunki atmosferyczne. Ok. godz. 20:44 kontrola ruchu lotniczego kazała krążyć pilotom nad Nowym Jorkiem aż do 21:05. Załoga samolotu poinformowała kontrolę, że może czekać tylko 5 minut, a do zapasowego lotniska w Bostonie ma ok. 298 kilometrów. O 21:15 piloci skontaktowali się ponownie i poprosili o zgodę na podejście do lądowania. Z powodu słabej widoczności (widzialność 400 m) spróbowali ponownie 8 minut później. Nagle dwie minuty przed wypadkiem wyłączyły się (zgasły) dwa silniki 3 i 4. Samolot o godz. 21:34 uderzył w drzewa w bogatej dzielnicy mieszkaniowej Cove Neck blisko ulicy Tennis Court Rd. W katastrofie zginęły 73 osoby (65 pasażerów i 8 osobowa załoga), przeżyło 85 osób (84 pasażerów i 1 starsza stewardesa).

## Przyczyny
Przyczyną wypadku było wyczerpanie paliwa w zbiornikach. W momencie lądowania zapas paliwa w samolocie był zbyt mały, w wyniku czego zgasły dwa silniki. Piloci nie przypuszczali, że będą musieli krążyć w okolicach lotniska przez ponad 77 minut. Załoga poinformowała stanowczo kontrolę ruchu o krytycznie niskim poziomie paliwa. Nie użyła jednak słowa "niebezpieczeństwo" co w późniejszym dochodzeniu było jedyną linią obrony kontroli ruchu. Gdyby kontrola ruchu wzięła pod uwagę informacje o kończącym się paliwie, lot 52 miałby pierwszeństwo na lądowanie. Błędy były przede wszystkim po stronie kontrolerów lotów, gdyż przez 77 minut samolot był obsługiwany przez kilku różnych kontrolerów nie przekazujących sobie precyzyjnie informacji o samolotach krążących w oczekiwaniu na lądowanie.